# Cecilia Haraldsdotter (Gren)

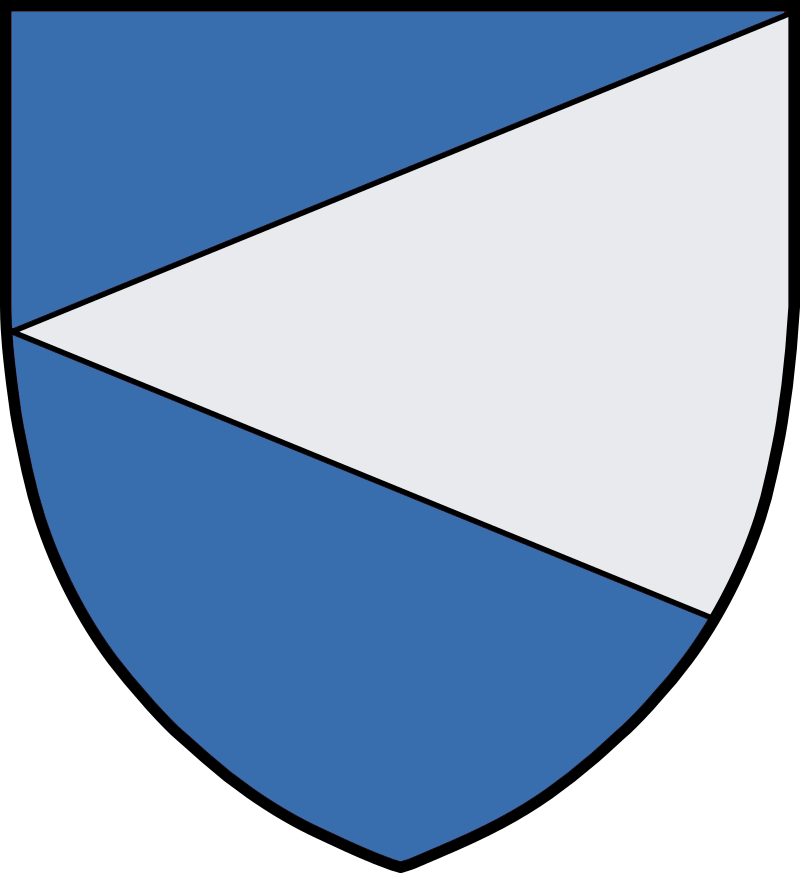
Ätten Grens vapen

Cecilia Haraldsdotter (Gren), födelse- och dödsår okända (levde dock ännu 1465), var en svensk adelsdam. Hon var dotter till Harald Stensson Gren och Sigrid Tomasdotter van Vitzen samt brorsdotter till riksrådet Magnus Gren. Hon blev även mormors mor till Gustav Vasa.
Cecilia Haraldsdotter gifte sig 5 juli 1441 med riksrådet Eskil Isaksson Banér. Hon erhöll därvid Venngarns "gård och gods" med åtskilliga underlydande gårdar (däribland Stora Brännbo) i morgongåva av maken. I gåvobrevet uppträder två av tidens mäktigaste män, Karl Knutsson (Bonde) och Bengt Jönsson (Oxenstierna), i egenskap av vidervarumän.
Cecilia Haraldsdotter har fått en gata i Sigtuna, Cecilia Haraldsdotters gata, uppkallad efter sig.
Barn
1. Sigrid Eskilsdotter (Banér)
2. Knut Eskilsson (Banér)